# Азево
Азево (тат. Әзи) — село в Агрызском районе Республики Татарстан. Административный центр Азёвского сельского поселения.

## Географическое положение
Село расположено на берегах реки Азевка, левого притока реки Иж. Остальные населённые пункты Азёвского сельского поселения расположены в радиусе 6 км и соединены дорогами. Расстояние до города Агрыз составляет 58 км.
Постановлением Кабинета Министров РТ село входит в перечень населённых пунктов, находящихся в отдалённых или труднодоступных местностях.

## История
В 1787 году по указу правительства и местной власти была произведена нарезка земельного участка под новый посёлок, который был назван по имени реки Азевка, протекающей по этим землям. Первые жители посёлка появились в 1789 году — всем добровольцам выдавалась государственная безвозвратная ссуда в размере 40 рублей на хозяйство и в течение пяти лет предоставлялись льготы от уплаты налогов и других государственных повинностей. Первые переселенцы прибыли из деревни Нарядово Козловской волости Сарапульского уезда Вятской губернии.
В «Списке населенных мест Российской империи», изданном в 1876 году, населённый пункт упомянут как удельный починок Азёв 2-го стана Елабужского уезда Вятской губернии, при речке Азевке, расположенный в 102 верстах от уездного города Елабуга. В починке насчитывалось 36 дворов и проживало 489 человек (221 мужчина и 268 женщин).
По данным подворной переписи 1887 года в деревне Азёво Азёвского сельского общества Пьяноборской волости Елабужского уезда числилось 127 дворов удельных крестьян из русских, 779 жителей (380 мужчин, 399 женщин). Они занимались земледелием (в сумме имелось 958 десятин земли, в том числе 41,9 десятин усадебной земли, 711,5 десятин пашни, 21 десятина сенокоса, 9,7 десятин выгона, 90,9 десятин подушного леса, а также 83 десятины неудобной земли), скотоводством (327 лошадей, 364 головы КРС, 952 единицы мелкого скота (овец, свиней и коз)), 122 человека занимались местными промыслами (из них 34 подёнщика), 3 — отхожими. Имелось 64 грамотных и 35 учащихся.
В 1890 году открыта церковно-приходская школа. По переписи 1897 года в деревне проживало 846 человек (385 мужчин, 461 женщина), из них 842 православных.
В 1905 году в деревне Азёво числилось 943 человека в 166 дворах (443 мужчины и 500 женщин).
В том же году здесь была построена церковь (сгорела в 1928 году), и деревня Азёво стала селом.
В 1930 году организована коммуна «Маяк», а в 1935 году открылась начальная школа. В 1953 году построен сельский клуб с библиотекой, тогда же создана машинно-тракторная станция. В 1955 году открылась врачебная амбулатория, в 1956—57 годах появилось электричество и радио. В 1959 году вместо врачебной амбулатории создан фельдшерско-акушерский пункт, тогда же школа стала семилетней. В 1992 году школа переехала в новое двухэтажное здание, а в 1997 году она из восьмилетней стала средней.
До 1920 года населённый пункт входил в Пьяноборскую волость Елабужского уезда Вятской губернии. С 1921 года перешёл в состав Елабужского кантона ТАССР, а с 1928 — в состав Челнинского кантона. В 1922 году образован Азёвский сельсовет. С 10 августа 1930 года село переходит в состав Красноборского района, с 28 октября 1960 года — в состав Бондюжского района, с 1 февраля 1963 года по 4 марта 1964 года — в составе Елабужского сельского района, затем — в составе Агрызского района.
В 2004 году колхоз «Маяк» прекратил существование.

## Демография
По данным на 1 января 2012 года наличное население села составило 345 человек, количество дворов — 114. По переписи 2010 года в селе проживало 355 человек (168 мужчин, 187 женщин).
| 1859 | 1887 | 1897 | 1905 | 1920 | 1926 | 1938 | 1949 | 1958 | 1970 | 1989 | 2002 | 2010 |
| ---- | ---- | ---- | ---- | ---- | ---- | ---- | ---- | ---- | ---- | ---- | ---- | ---- |
| 489  | 779  | 846  | 943  | 1114 | 656  | 798  | 568  | 721  | 570  | 394  | 360  | 355  |

Национальный состав
Согласно результатам переписи 2002 года, в национальной структуре населения русские составили 71 % (в 1989 году — 70 %).

## Инфраструктура
В селе расположены многие объекты социальной сферы и предприятия Азёвского сельского поселения:
- Азёвская средняя общеобразовательная школа
- библиотека
- сельский клуб
- отделение почтовой связи Азёво
- фельдшерско-акушерский пункт
- пилорама ИП «Исмагилов Рамиль Салихович»
- магазин ПО «Красноборский» Агрызского Райпо
- магазин ИП «Князев»

Также действуют ферма КРС и зерноток, участковый пункт полиции и спортивные сооружения, имеется кладбище. В 2002 году село было газифицировано.